# Middle-Earth Role Playing
MERP, ou Middle-Earth Role Playing é um jogo de RPG lançado em 1984 ambientado na Terra-média, um universo de fantasia medieval criado por J.R.R.Tolkien e publicada pela Iron Crown Enterprises (I.C.E.). Ele foi criado para ser uma versão simplificada das regras do Rolemaster, também publicado pela mesma editora. O sistema era em partes similar ao D&D, como as classes de personagens (como Bardo, Mago e Guerreiro) e seus níveis. 
O MERP construiu um forte e leal público, rendendo por décadas uma série de livros que expandiram o universo, o que levou a ICE a alegar que era o mais popular, só perdendo para o D&D. No entanto, ele é freqüentemente alvo de críticas pela pouca fidelidade da Terra-média apresentada nos livros de Tolkien.
Embora nunca tenha sido publicado oficialmente no Brasil, em  1995 a Ediouro publicou uma versão simplificada, criada pela mesma I.C.E., destinada a atrair jogadores iniciantes, com o nome de Senhor dos Anéis - Jogo de Aventuras , assim como também quatro volumes da série de livro-jogos "Aventuras na Terra-Média", versão de Middle-earth Quest, que usava um sistema de regras similar.
Em 1997 a ICE declarou falência pela revogação do contrato pela Tolkien Enterprises, marcando o fim da linha MERP e seus derivados. Apesar da temática ser a mesma, não existe nenhuma relação entre o MERP e outros jogos de RPG como "O Um Anel" (Cubicle 7) e "O Senhor dos Anéis RPG" (Decipher Inc), publicados no Brasil pela editora Devir Livraria.